# Studio Deen
Studio Deen Co., Ltd. (株式会社スタジオディーン Kabushiki-gaisha Sutajio Dīn?, uneori stilizat ca Studio DEEN) este un studio de animație japonez fondat în 1975 de fostul producător Sunrise Hiroshi Hasegawa, alături de o echipă de foști animatori Sunrise. Studioul deține trei subsidiare: Danny Donghua (丹尼動画), un studio chinez de subcontractare; Megumi (め組), un studio de lucru digital de subcontractare; și Umidori (うみどり), un studio 3DCG de subcontractare. Studio Deen a funcționat ca o subsidiară a IMA Group din 2011.